# 2024년 압록강 홍수
2024년 압록강 홍수는 2024년 7월 25일부터 29일까지 조선민주주의인민공화국과 중화인민공화국 유역에 있는 압록강에서 일어난 홍수이다. 폭우로 인해 자강도와 량강도, 그리고 평안북도가 수해 피해를 입었다. 정확한 피해자 숫자는 공개되지 않았으나, 대략 4,000명 정도가 사망한 재해이다.

## 배경

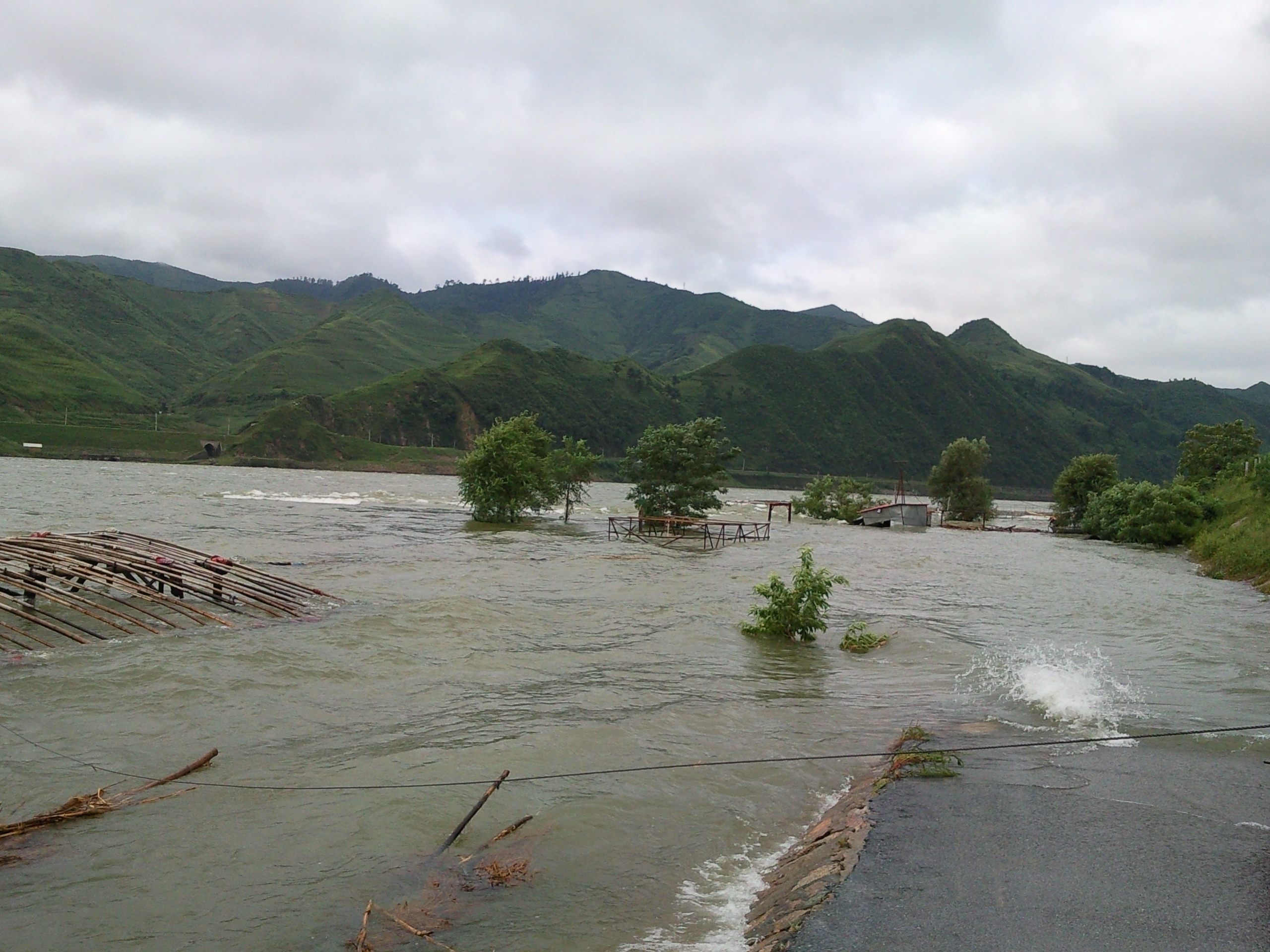
압록강 범람으로 잠긴 부두

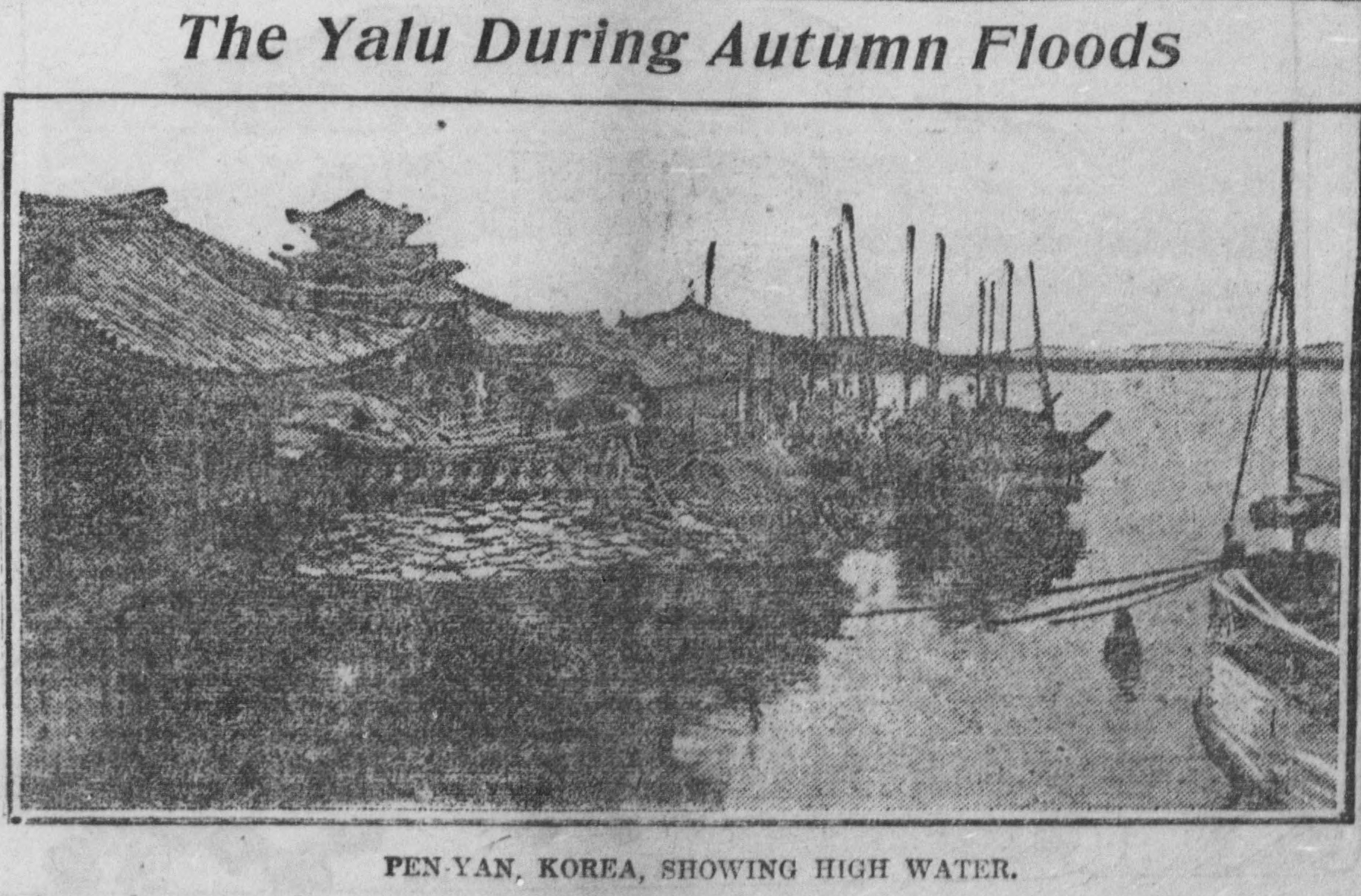
20세기 초반 가을에 발생한 압록강 범람에 대한 사진

한반도의 여름마다 장마가 발생하는데, 조중 국경에 위치한 신의주는 자주 물에 잠기는 곳 중 한 곳이었다. 매 여름마다 압록강에 집중호우가 내려 압록강이 범람하는 일은 2024년이 처음이 아니였다. 대표적으로 1995년 압록강 홍수가 제일 큰 규모였으며, 북한에 큰 피해를 남겼다. 2010년 8월에도 있었으며, 당시에도 북한은 이러한 자연재해에 대한 적절한 대응을 취하는데 어려움을 겪었다. 당시 김정일 국방위원장은 현장을 방문하지 않았지만 조선인민군을 동원하여  수해 복구 및 이재민 지원을 요구하였다. 2022년에도 신의주에 홍수가 발생하여 기상수문국에서 특급경보를 내렸다.
2024년 압록강 홍수는 태풍 개미로 인한 많은 강수량에서 비롯되기도 하였다. 또한 중국 측 제방 높이는 2.5m인 반면, 북한 측 제방은 2.3m로 상대적으로 낮아서 신의주 지역에 홍수에 취약하다. 또한 북한의 낙후된 시설과 달리 중국의 현대식 시설이 오히려 북한의 홍수 피해를 영향을 준다는 분석이 있기도 하다. 또한 압록강 상류 지역에서 수풍댐과 같은 댐 개방시 압록강 하류에 많은 물이 빠르게 몰리게 된다. 그리고 북한의 낙후된 시설은 홍수에 대한 대응을 제대로 할 수 없게 한다.

## 피해 및 구조
압록강과 인접한 자강도, 량강도, 평안북도가 피해를 입었다. 특히 평안북도 신의주시의 위화도, 류초도, 구리도, 어적도, 황금평 등에서 피해자가 많이 발생하였는데, 이중 위화도에서 많은 사망자가 발생하였다. 구체적인 숫자는 밝혀지지 않았으나, 통일부의 추정에 의하면 1,100명에서 1,500명 사이로 추정된다. 또한 구조 과정에서 밀 Mi-2과 밀 Mi-8 등 일부 노후 헬기가 추락하여 부수적인 인명 피해가 발생하였다.
또한 홍수로 인해 수 많은 주택과 논밭, 정수장 및 비행장 등 공공시설과 함께 도로와 철로가 물에 잠기는 등 인프라 피해가 커지게 되었다.

### 외부 지원 거부
홍수가 발생하던 7월 27일, 중국은 북한에게 위화도, 류초도, 구리도, 어적도, 황금평에 고립된 주민들을 구조하겠다는 의사를 타진하였으나, 북한은 북한이탈주민 문제를 거론하며 거절하였다. 국제 적십자·적신월 운동 및 유니세프가 구호물자 지원을 타진하였지만, 북한은 무반응으로 대응하였다. 러시아의 블라디미르 푸틴 대통령은 수해 구조 의사를 타진하였으나, 북한은 자력으로 이를 해결하겠다고 말하며 사실상 거부하였다. 대한민국의 수해 지원 또한 무반응으로 대하며 거부하였다.

## 반응
김정은 국무위원장은 홍수 피해 현장을 직접 방문하고 4일 동안 머물며 고립 주민에 대한 구조와 대피 작업을 지시하고, 신속한 대응을 주문하였다. 또한 대한민국에 대한 적대적인 감정을 드려냈다. 또한 책임의 소재를 물어 리태섭 사회안전상을 경질하고, 경질하고 평안북도당 책임비서와 자강도당 책임비서에 새로 임명하였다.
"지금 적들의 쓰레기 언론들은 인명피해가 1000명 또는 1500명이 넘을 것으로 추측된다고, 구조임무비행중 여러대의 직승기들이 추락된 것으로 보인다는 날조된 여론을 전파시키고 있다. 이러한 모략선전에 집착하는 서울 것들의 음흉한 목적은 뻔하다.적은 변할 수 없는 적이며 한국 쓰레기들의 상습적인 버릇과 추악한 본색을 신랄히 지탄한다"— 김정은 국무위원장

 대한민국
대한민국 정부는 압록강 범람으로 인한 수해 피해에 대한 지원 의사를 타진하였다.
"협의 형식은 대면이나 서면, 제3국에서의 협의 등 모든 방식이 열려 있다. 지원 품목은 북한이 제안에 호응하면 협의해 확정할 것이다. 우선 이재민에게 긴급히 필요한 비상식량이나 의약품 등을 고려하고 있다"— 통일부 당국자

"우리 측은 북한 주민들이 처한 인도적 어려움에 대해 인도주의와 동포애의 견지에서 북한의 이재민들에게 긴급히 필요한 물자들을 신속히 지원할 용의가 있다”라고 밝혔다"— 박종술 대한적십자사 사무총장

## 같이 보기
- 조선민주주의인민공화국의 기후
- 조선민주주의인민공화국의 기후 변화